# 榮第
荣第（1786年—？），字赐元，号及亭，一号颖堂，伊拉里氏，满洲正蓝旗人。嘉庆十二年丁卯科舉人，十六年辛未科進士。官至詹事府右春坊右中允，浙江候補知縣。 
曾祖李昌，内阁中书，祖父英安，父文庆，吉林伯都訥里事同知，弟荣春，候補筆帖式，女一嫁费莫氏克明，道光二十四年进士。